# Чулаки, Михаил Михайлович
Михаи́л Миха́йлович Чула́ки (25 февраля 1941, Ленинград — 21 августа 2002, Санкт-Петербург) — русский писатель и публицист.

## Биография
Отец — Михаил  Чулаки, композитор и музыкальный деятель, многолетний директор Большого театра в Москве; мать — Елена Евгеньевна Чулаки (1908—1988), художница, график, гравёр.
Чулаки окончил Первый Ленинградский медицинский институт им. академика И. П. Павлова в 1968 году. Шесть лет проработал врачом-психиатром в знаменитой в Ленинграде «Пряжке», старейшей психиатрической больнице города.
В 1973 году начал публиковаться в журнале «Нева». Автор более 30 романов и повестей, нескольких сотен публицистических статей.
В 1992 году избран председателем Союза писателей Санкт-Петербурга.
В 1993 году подписал «Письмо 42-х».
В марте 1997 года назначен председателем комиссии по правам человека при Администрации Санкт-Петербурга.
Погиб в 2002 году - был сбит автомобилем при переходе улицы в неположенном месте, похоронен на Богословском кладбище Санкт-Петербурга.

## Произведения
Романы и повести:
- 1978 — «Что почём»
- 1979 — «Тенор»
- 1980 — «Что почём?»
- 1981 — «Прекрасная земля»
- 1981 — «Четыре портрета»
- 1982 — «Вечный хлеб»
- 1984 — «Книга радости — книга печали»
- 1984 — «Тенор»
- 1984 — «Вечный хлеб»
- 1984 — «Человек, который не умеет кричать»
- 1987 — «Синтез пестрых дней»
- 1987 — «Прощай, Зелёная Пряжка!»
- 1988 — «Мамин сибиряк»
- 1988 — «Высоковольтный, или Жизнь в предчувствии чудес»
- 1988 — «У Пяти углов»
- 1988 — «Хорошо, что всё прошло»
- 1988 — «Классическое троеборье»
- 1989 — «Каскадёр»
- 1990 — «Праздник похорон»
- 1991 — «Гаврилиада»
- 1992 — «Анабасис»
- 1993 — «Отшельник»
- 1995 — «Кремлёвский Амур»
- 1996 — «Борисоглеб»
- 1997 — «Харон»
- 1997 — «Во имя Мати, Дочи и Святой души»
- 1997 — «Человек эпохи глубокого патриотита»
- 1998 — «Профессор Странностей»
- 2001 — «Большой футбол Господень»
- 2002 — «Примус»

## Награды
- Медаль ордена «За заслуги перед Отечеством» II степени (30 июля 1999 года) — за заслуги перед государством, большой вклад в укрепление дружбы и сотрудничества между народами, многолетнюю плодотворную деятельность в области культуры и искусства[5].